# 나치정
나치정(那智町)은 와카야마현 히가시무로군에 설치되었던 정이다. 현재의 나치카쓰우라정 북동부, 구마노나다 연안에 해당한다.

## 역사
- 1889년 4월 1일 - 정촌제 시행에 의해 8개 촌의 구역을 가지고 나치촌이 성립하였다.
- 1934년 8월 1일 - 정으로 승격해 나치정이 되었다.
- 1943년 2월 11일 - 가쓰우라정, 이로카와촌, 우구이촌과 합병해 나치카쓰우라정이 성립하여, 동일 시모오타촌은 폐지되었다.

## 교통

### 철도
- 일본국유철도
  - 기세이 본선

### 도로
- 국도 제170호선 (현 국도 제42호선)

## 참고문헌
- 角川日本地名大辞典 30 和歌山県